# 鴨池停留場
鴨池停留場（日语：／ Kamoike teiryūjō */?），又稱鴨池電車站，是位於鹿兒島縣鹿兒島市鴨池二丁目，鹿兒島市交通局（鹿兒島市電）谷山線的電車站。車站編號為I15。

## 歷史
- 1915年7月1日 - 鹿兒島電氣軌道設置此站[1]。
- 1917年11月10日 - 停車場位置變更，[2]
- 1928年7月1日 - 鹿兒島市電氣局接管路線。
- 1933年1月 - 改組成為鹿兒島市交通課車站。
- 1956年5月10日 - 改組成為鹿兒島市交通局車站。

## 電車站構造
此電車站設有2面2線的相對式低地台月台。兩月台可讓輪椅人士上落，但是電動輪椅人士各由於月台寬度問題使不能使用此電車站。

### 運行系統
此電車站是谷山線電車站之一。■1系統會駛入此站。
曾經此站為高架車站。當時電車站橫跨鴨池動物園，於昭和30年代尾前設有車站大樓，隨著路軌由專用軌道變為共用軌道之際而被拆毀。

## 使用狀況
| 1日上下車人次變化 | 1日上下車人次變化 |
| 年度              | 1日平均人次       |
| ----------------- | ----------------- |
| 2011年            | 849               |
| 2012年            | 841               |
| 2013年            | 821               |
| 2014年            | 845               |
| 2015年            | 827               |

## 電車站周邊
- AEON鹿兒島鴨池店（日语：イオン鹿児島鴨池店）專門店街
  - 鹿兒島市政廳（日语：鹿児島市役所）鴨池市民服務站
- 鹿兒島Grand Garden（高齢者介護付き分譲マンション）
- 鹿兒島市營鴨池市民球場（日语：鴨池市民球場）
- 鹿兒島市營鴨池圓頂
- 鹿兒島縣立鴨池棒球場（日语：鹿児島県立鴨池野球場）
- 鹿兒島縣立鴨池陸上競技場（日语：鹿児島県立鴨池陸上競技場）
- 志学館大學付屬惠美幼稚園
- 南日本銀行（日语：南日本銀行）鴨池分店
- 都市基盤整備公團（日语：都市基盤整備公団） 鴨池市街地住宅
- 鹿兒島市立科學館（日语：鹿児島市立科学館）
- 鹿兒島市立圖書館（日语：鹿児島市立図書館）
- 鹿兒島市夜間醫療中心
- 日本紅十字會鹿兒島捐血中心

## 巴士路線
有路線詳細資料，參見各路線外部連結。
市營巴士「鴨池」巴士站
- 14號 (谷山線)　 （页面存档备份，存于）
- 19號 (南紫原線)　 （页面存档备份，存于）

## 相鄰電車站
鹿兒島市交通局
鹿兒島市電■1系統
騎射場（I14）－鴨池（I15）－郡元（I16）－郡元（南側）（I17）

## 注腳
1. ↑  「軽便鉄道停留場設置」『官報』1915年7月10日（國立國會圖書館數碼化資料）
2. ↑  騎射場至鴨池之間距離0.5哩，鴨池至海濱院道之間距離0.1哩→騎射場至鴨池之間0.4哩、鴨池至海濱院道之間0.2哩「軽便鉄道停車場位置変更」『官報』1917年11月22日（國立國會圖書館數碼化資料）
3. ↑  《鹿児島市電が走る街 今昔》 p.45 水元景文 JTB出版 2007年
4. ↑  国土数値情報(駅別乗降客数データ)  （页面存档备份，存于）（日語） - 國土交通省，2018年12月10日參閲

## 外部連結
- 鹿兒島市交通局 （页面存档备份，存于）（日語）